# SV Lichtenberg 47
Der SV Lichtenberg 47 ist ein Sportverein aus dem Berliner Stadtteil Lichtenberg im gleichnamigen Bezirk. Gegründet wurde der Verein am 26. April 1947 als Mehrspartenverein aus der kommunalen Sportgruppe Lichtenberg-Nord. Bekannt ist der Verein vorrangig durch seine Fußballabteilung, die etwa 700 Mitglieder hat. Außerdem werden noch Boxen, Tischtennis und Kegeln betrieben.

## Geschichte

### Vor 1947
Die Wurzeln des heutigen SV Lichtenberg 47 gehen im weitesten Sinne auf den 1923 gegründeten LSC Germania 1923 zurück, welcher auf Druck der Nationalsozialisten 1934 mit anderen Vereinen (u. a. LSC Stern, Rot-Weiss) zum VfB 23 Lichtenberg zwangsvereint wurde. Nach dem Ende des Zweiten Weltkriegs wurden alle Fußballvereine durch den alliierten Kontrollrat aufgelöst und es durfte vorerst nur in kommunalen Sportgruppen organisiert Sport betrieben werden. So fanden sich die meisten ehemaligen VfBler in der SG Lichtenberg-Nord wieder zusammen.
In der 1945/46 durchgeführten Berliner Fußballmeisterschaft mit 36 Mannschaften in vier Staffeln, die gleichzeitig als Qualifikationsrunde für die neugeschaffene eingleisige Berliner Stadtliga 1946/47 diente, erreichten die Lichtenberger einen Qualifikationsplatz, nachdem man sich in den Entscheidungsspielen gegen die punktgleichen Sportgruppen Niederschöneweide und Adlershof durchgesetzt hatte. In der Folgesaison konnte die Mannschaft jedoch nicht die Klasse halten und stieg am Ende als Tabellenzehnter, mit einem Punkt Abstand zum Nichtabstiegsplatz, in die 1. Ligaklasse ab. Die letzten Spieltage der Saison bestritt der Verein bereits unter seinem neuen Namen SC Lichtenberg 47.

### 1947–1950: Von der Gründung bis zur Spaltung
Am 26. April 1947 wurde der SC Lichtenberg 47 ins Leben gerufen, um damit einen neuen Abschnitt im Lichtenberger Fußball zu beginnen. So gelang auch sofort der direkte Wiederaufstieg in die Stadtliga. Dort war aber nach einem Jahr gleich wieder Schluss, so dass man in der Saison 1949/50 wieder in der zweiten Berliner Liga startete und erneut den sofortigen Wiederaufstieg erkämpfte. Da sich 1950 der Konflikt zwischen dem Verband Berliner Ballspielvereine (VBB) aus West-Berlin und dem Deutschen Sportausschuß der 1949 gegründeten DDR zuspitzte, kam es zur Spaltung des bis dahin noch Gesamtberliner Spielbetriebs. Als Aufsteiger zur Stadtliga Berlin wurde der SC Lichtenberg 47 zusammen mit den Stadtligisten Union Oberschöneweide und VfB Pankow in die DDR-Oberliga eingegliedert.

### 1950–1955: Abenteuer DDR-Oberliga und die Folgen
In der höchsten Spielklasse der DDR konnte sich Lichtenberg 47 nur eine Saison halten und stieg trotz einer guten Hinrunde als 17. wieder ab. Danach wanderten einige Führungsspieler zu anderen Vereinen – vor allem zu Motor Oberschöneweide – ab, andere beendeten aus Altersgründen ihre aktive Laufbahn, was den Verein zusätzlich schwächte und dazu führte, dass man auch in der zweithöchsten Spielklasse, der DDR-Liga, nicht die Klasse hielt und schließlich 1952 in der Bezirksliga landete. In diese Zeit fällt auch die Änderung des Vereinsnamens in SG Lichtenberg 47.
Im Jahr 1952 erhielt der Verein zudem ein neues Stadion. Der angestammte Sportplatz Normannenstrasse wurde ab 1950 komplett umgebaut (in dieser Zeit trug 47 seine Heimspiele überwiegend im Lichtenberger Stadion an der Herzbergstraße aus) und am 14. September 1952 als Stadion an der Normannenstraße neu eröffnet. Nur einen Monat später wurde es mit einem Freundschaftsspiel gegen die BSG Turbine Weimar feierlich als Hans-Zoschke-Stadion eingeweiht. Doch erst 1955 gab es im „Zoschke“ wieder höherklassigen Fußball, als den 47ern mit dem Gewinn der Berliner Fußballmeisterschaft der Aufstieg in die neu gegründete II. DDR-Liga gelang.

### 1955–1965: Zwischen Bezirks- und II. DDR-Liga
Der neuen II. DDR-Liga gehörte Lichtenberg 47 – abgesehen von einer Unterbrechung (1957) in der Bezirksliga – bis zu deren Ende 1963 an. Dabei belegte man überwiegend Plätze im vorderen Mittelfeld, in der letzten Saison sogar einen dritten Rang. Dieser reichte jedoch nicht aus, um sich für die DDR-Liga zu qualifizieren und so spielten die 47er nach der Auflösung der II. Liga wieder in der Bezirksliga. Eine der prägenden Persönlichkeiten in den 1950er Jahren war Trainer Kurt „Sally“ Benthin, der von 1950 bis 1960 tätig war.
Im Jahr 1960 konnte die Reservemannschaft der Lichtenberger ihren größten Erfolg feiern, als man im Berliner Bezirkspokalfinale überraschend Lok Schöneweide besiegen konnte und sich für den FDGB-Pokal qualifizierte. Dort brauchte der DDR-Ligist Dynamo Schwerin immerhin ein Wiederholungsspiel (das erste Spiel im „Zoschke“ endete 1:1), um gegen die Zweite der 47er weiterzukommen. Die erste Mannschaft hatte dagegen nicht so viel Erfolg: Nach dem Wiederbeginn in der Bezirksliga konnte der Verein 1964 den zweiten Ost-Berliner Meistertitel feiern, welcher zur Qualifikationsrunde um den Aufstieg in die Liga berechtigte. Dort blieb das Team aber erfolglos und verpasste so den Aufstieg, ebenso wie in der Folgesaison, als man gegen Motor Köpenick das Nachsehen hatte.

### 1965–1969: Comeback in der DDR-Liga und Anschluss an Trägerbetrieb

Vereinslogo 1969–1979

Erst am Ende der Saison 1965/66 glückte den 47ern die Rückkehr in die DDR-Liga. Dabei profitierten sie jedoch von der Regelung, dass die Reservemannschaften der 1966 gegründeten Fußballclubs nicht aufsteigen durften. Daher verblieb die zweite Mannschaft des 1. FC Union in der Bezirksliga, während die zweitplatzierten Lichtenberger in der Aufstiegsrunde gegen Motor Stralsund, Lokomotive Prenzlau und Motor Eberswalde antreten durften. In der Folgesaison wurde die Mannschaft Elfter und sicherte sich so die Klasse. Dieser Erfolg konnte auch ein Jahr später wiederholt werden, sodass andere Vereine auf den 47er Trainer Otto Tschirner aufmerksam wurden und dieser 1968 zur BSG Chemie Leipzig ging. Gleichzeitig sorgte auch die Reserve wieder kurzzeitig für Aufsehen, als diese sich 1967 für die Bezirksliga qualifizierte. Dort war aber nach einem Jahr wieder Schluss. Und auch die erste Mannschaft konnte den Abschied Tschirners nicht vollständig kompensieren und stieg 1969 aus der DDR-Liga ab.
Das Jahr 1969 brachte auch eine sportpolitische Zäsur für den Klub. War man bisher 22 Jahre lang ein Privatverein gewesen, schloss man sich nun, u. a. auch aus finanziellen Erwägungen, einem Trägerbetrieb als Betriebssportgemeinschaft (BSG) an. So fusionierten die SG Lichtenberg 47 und die BSG Elpro zur BSG EAB Lichtenberg 47. „EAB“ stand hier für Elektroprojekt und Anlagenbau.

### 1969–1977: Die „goldenen“ 70er

Vereinslogo 1979–1990

Mit ihrem neuen Trainer Heini Brüll, der vom alten Rivalen Motor Köpenick kam, gelang den Lichtenbergern auf Anhieb der erneute Gewinn der Berliner Meisterschaft. Allerdings scheiterte man in der Liga-Qualifikation an der BSG Motor Warnowwerft Warnemünde. Erst ein Jahr später machte man es – u. a. unterstützt durch ehemalige Unioner wie Ralf Quest oder Jürgen Stoppok – besser und stieg wieder auf.
Im ersten Jahr belegte Lichtenberg 47 einen sicheren siebten Rang und hatte dementsprechend wenig mit dem Abstieg zu tun. In der Folgesaison konnte man sich jedoch nur aufgrund der besseren Tordifferenz gegenüber dem Konkurrenten Motor Hennigsdorf retten. Im Jahr 1974 folgte dann mit Platz vier die beste Platzierung in der DDR-Liga für die 47er. Dies gelang unter anderem mit dem ehemaligen Spieler des BFC Dynamo Detlef Schneider, der beim BFC auch in der Oberliga zum Einsatz gekommen war. Die Saison 1974/75 konnte dann wieder nur sehr knapp erfolgreich zu Ende gebracht werden, als am letzten Spieltag der direkte Konkurrent Motor Ludwigsfelde geschlagen werden konnte. Das schlechte Abschneiden bedeutete auch den Abschied von Heini Brüll, der noch im selben Jahr kurzzeitig Trainer beim Liga-Konkurrenten 1. FC Union wurde. Doch auch der Trainerwechsel konnte den Lichtenberger Absturz in den folgenden Jahren nicht verhindern. Hatte man 1976 als Vorletzter noch Glück, dass die Reservemannschaften aus der Liga abgezogen wurden in eine eigene separate Nachwuchsmeisterschaft, so erreichte man 1977 nur den letzten Rang und war somit endgültig wieder in der Bezirksliga. Damit waren die sechs erfolgreichen Jahre der Lichtenberger vorüber. Die wichtigsten Spieler jener Epoche waren Jürgen Reimann (mit 86 Spielen Lichtenbergs Rekordspieler in der DDR-Liga), Michael Sobek (mit 27 Toren erfolgreichster Liga-Torschütze der 47er) oder Bernd Tiffert.

### 1977–1990: Neuanfang unter Schwenzfeier
Nach dem Abstieg gelang es den Lichtenbergern nicht auf Anhieb, in die Liga zurückzukehren. 1978 wurde man hinter der BSG NARVA Berlin sowie der SG Hohenschönhausen nur Dritter, danach musste man zweimal als Vize-Meister der BSG KWO Berlin (1979) bzw. BSG Bergmann-Borsig Berlin-Wilhelmsruh (1980) den Vortritt lassen. In der Saison 1980/81 gewann man schließlich unter Trainer Werner Schwenzfeier (seit 1978 bei Lichtenberg 47) wieder die Berliner Meisterschaft, was das Team 1983 wiederholen konnte. Aber die Mannschaft war nicht mehr stark genug für die DDR-Liga und stieg jeweils postwendend wieder ab. Zu diesem Zeitpunkt hieß der Verein schon BSG EAB Berlin 47, eine Umbenennung, die notwendig wurde, als der Stammsitz des Trägerbetriebes EAB durch die Gründung des Bezirks Marzahn nun in diesem und nicht mehr in Lichtenberg lag. Dadurch war auch Lichtenberg 47 kein rein Lichtenberger Verein mehr und der Name wurde dementsprechend geändert. In den folgenden Jahren blieb in der Bezirksliga KWO Berlin tonangebend, sodass die Lichtenberger erst 1990 wieder den ersten Platz erreichten. In der anschließenden Aufstiegsrunde zur DDR-Liga konnte man allerdings nur die BSG Motor Zschopau hinter sich lassen, während die beiden Aufsteiger FSV Kali Werra Tiefenort und Bergbau-SV Borna sowie als Dritter SV Fortschritt Neustadt vor den 47ern landeten.

### 1990 bis 2019: Zwischen Ober- und Verbandsliga

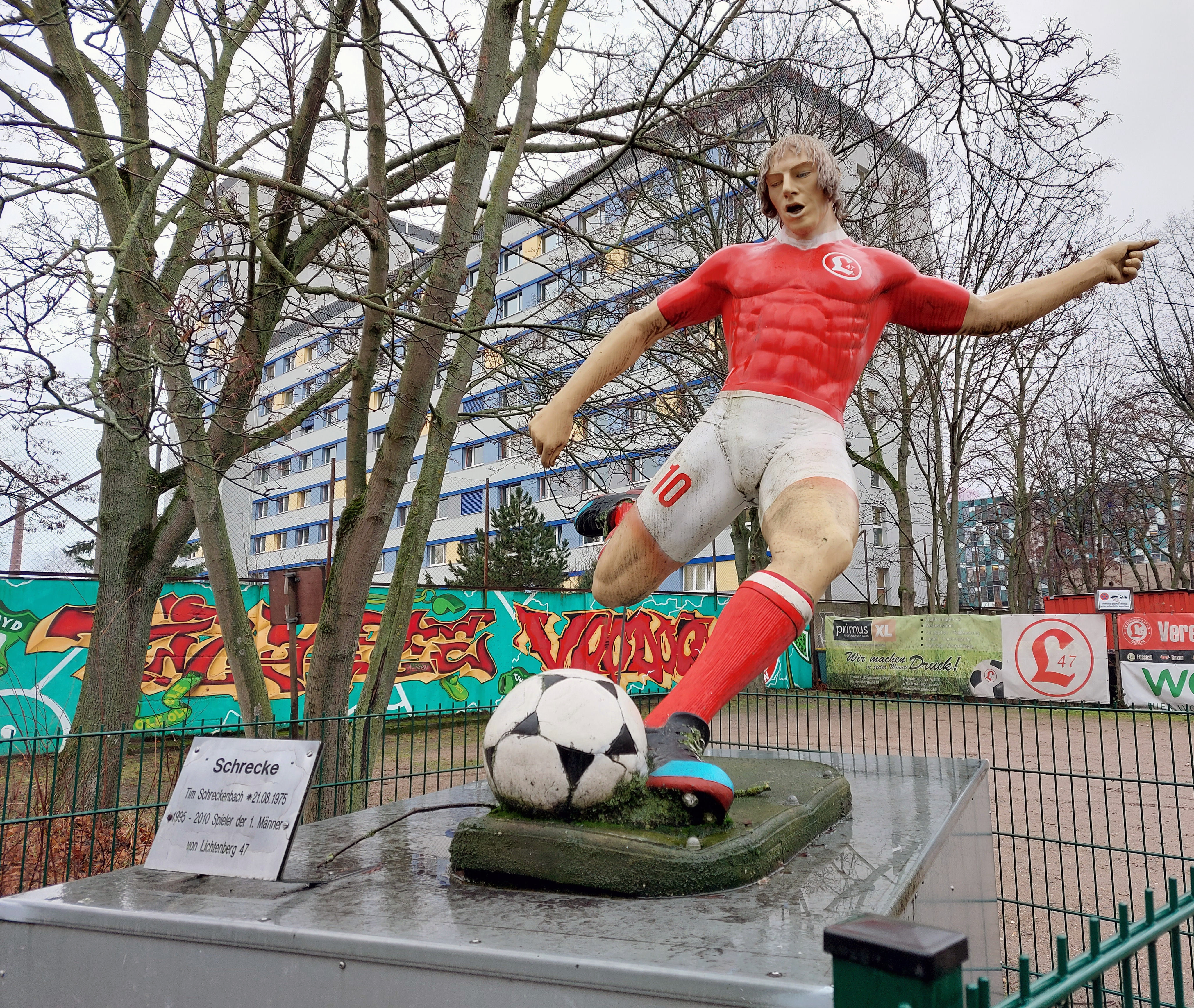
Tim „Schrecke“ Schreckenbach, 2015

Im Jahr 1990 ging die Ost-Berliner Bezirksliga in ihre letzte Saison. Der Zusammenbruch der DDR sowie die Deutsche Wiedervereinigung zogen auch eine Wiedervereinigung im Fußball nach sich, welche zwischen der Saison 1990/91 und 1991/92 stattfand. Somit wurde die Abschlusssaison der Bezirksliga gleichzeitig zu einer Qualifikationsrunde für die neugeschaffene drittklassige Oberliga Nordost. Mit der sechsten Ost-Berliner Stadtmeisterschaft gelang dem inzwischen in SV Lichtenberg 47 umbenannten Verein die Qualifikation. In der Oberliga Nordost hielten sich die 47er nur ein Jahr, somit gehörten sie im Sommer 1992 zu den Gründungsmitgliedern der Verbandsliga Berlin, der neuen höchsten Spielklasse Berlins. Zwei Jahre später ereilte den Verein überraschend auch der Abstieg aus der Verbands- in die Landesliga. Zwei Jahre später gelang unter der Führung von Trainer Bodo Blumentritt der Wiederaufstieg in die Verbandsliga und nach mehreren Anläufen kehrte der Verein 2001 unter Udo Richter für vier Jahre zurück in die Oberliga Nordost.
Nach dem erneuten Abstieg begann man unter der sportlichen Leitung von Werner „Pico“ Voigt ab 2005 mit dem kontinuierlichen Wiederaufbau der Mannschaft. Im Jahr 2008 erhielt Lichtenberg durch den zweiten Platz die Chance, in einer Ausscheidungsrunde gegen den ebenfalls Zweitplatzierten der Verbandsliga Sachsen-Anhalt – der Reserve des 1. FC Magdeburg – wieder in die Oberliga Nordost aufzusteigen. Diese Chance konnte der Verein nicht nutzen: Nach einem 1:1 im „Zoschke“ reichte den Magdeburgern ein 0:0 im Rückspiel für den Aufstieg. 2012 wurden die 47er Vizemeister der Berlin-Liga. Das bedeutete die Rückkehr in die inzwischen fünftklassige Oberliga, der sie seither angehörten. Zum ersten Mal erreichte Lichtenberg in der Spielzeit 2015/16 das Finale im Berliner Landespokal, unterlag in diesem allerdings dem BFC Preussen mit 0:1.
2019 gewann die Erste Mannschaft zum dritten Mal das Hallenturnier der Berliner Ober- und Regionalligisten. Außerdem gelang ihr durch einen 2:0-Sieg am 18. Mai 2019 vor 1452 zahlenden Zuschauern in der HOWOGE-Arena „Hans Zoschke“ gegen Verfolger Tennis Borussia erstmals in der Vereinsgeschichte der Aufstieg in die viertklassige Fußball-Regionalliga Nordost.

### 2019 bis 2023: Regionalliga Nordost
Lichtenberg startete 2019 gut in die Regionalliga-Saison (u. a. mit einem 5:1 gegen Nordhausen) und belegte zur Hälfte der Saison mit 20 Punkten den zehnten Platz. Wegen der COVID-19-Pandemie wurde die Saison unter- und später abgebrochen. Die 47er hatten bis dahin in 22 Spielen 25 Punkte gesammelt und belegten den 10. Platz. Auch die zweite Saison in der Regionalliga wurde weiter von der Pandemie überschattet und fand im November 2020 erneut ein vorzeitiges Ende. Nach einem schwierigen Saisonstart hatte sich Lichtenberg mit 16 Punkten nach 13 Spielen wieder stabilisiert wurde Dreizehnter von 20 Mannschaften. Nachdem die Saison 2021/22 abermals auf den 13. Platz hatte beendet werden können, folgte 2023 der Abstieg in die Oberliga.

### Seit 2023: Spitzenteam in der NOFV-Oberliga Nord
Im ersten Jahr nach dem Abstieg beendete der SVL die Saison 2023/24 als Vizemeister der Nord-Staffel knapp hinter Hertha 03 Zehlendorf. Erstmals seit 2006 kam es in dieser Spielzeit zum Derby gegen Sparta Lichtenberg – beide Spiele wurden gewonnen (2:1, 3:0).

## Frauenfußball
1971 stellte den Beginn des Frauenfußballs bei Lichtenberg 47 dar.
Der Verein wurde 1981 bzw. 1983 Fünfter bzw. Vierter bei der DDR-Bestenermittlung im Frauenfußball und gehörte somit zu den besten Mannschaften der DDR.

## Namensentwicklung
- 1945: Gründung der SG Lichtenberg-Nord
- 26. April 1947: Gründung des SC Lichtenberg 47
- 1950: Umbenennung in SG Lichtenberg 47
- 8. Januar 1969: Fusion mit der BSG Elpro zur BSG EAB Lichtenberg 47
- 1. Februar 1979: Umbenennung in BSG EAB 47 Berlin
- Juli 1990: Umbenennung in SV Lichtenberg 47

## Spielstätten
Der SV Lichtenberg 47 trägt seine Heimspiele im Hans-Zoschke-Stadion aus. Das Stadion wurde auf dem Gelände des Sportplatzes Normannenstrasse von 1949 bis 1952 erbaut und im Rahmen des FDGB-Pokalfinales 1952 zwischen der SV VP Dresden und Einheit Pankow als „Stadion an der Normannenstraße“ eröffnet. Kurz darauf bekam es den Namen Hans-Zoschke-Stadion zu Ehren des antifaschistischen Widerstandskämpfers Hans Zoschke, der Mitglied des Arbeitervereins Sparta Lichtenberg war. Ab den 2000er Jahren wurde es etappenweise saniert. Die Haupttribüne wurde mit Schalensitzen ausgestattet sowie die Beschallungsanlage erneuert und eine Anzeigetafel errichtet. Das Fassungsvermögen des Stadions wurde von früher 18.000 auf 10.000 Zuschauer reduziert. Seit dem 31. Oktober 2009 trägt das Hans-Zoschke-Stadion den Namen HOWOGE-Arena „Hans Zoschke“. Äußeres Zeichen ist eine Namenstafel am Stadion. Seit Oktober 2024 erinnern am Stadion zudem Stolpersteine an Hans Zoschke und seine Frau Elfriede.
Die zweite Mannschaft, die Jugendabteilung und die Senioren nutzen den Sportplatz Bornitzstraße (Lage), in der Vergangenheit nach einem Vorgängerverein als Sternenacker bezeichnet, der rund einen Kilometer vom Zoschke-Stadion entfernt liegt. Im Jahr 2025 müssen diese Mannschaften teilweise in das BVB-Stadion ausweichen, da das Funktionsgebäude an der Bornitzstraße gesperrt ist. Zudem findet eine Sanierung des Kunstrasens statt.
Der Frauen- und Mädchenbereich nutzt den Sportplatz Storkower Straße (Lage).

## Erfolge
- Teilnahme an der DDR-Oberliga: 1950/51
- Teilnahme an der DDR-Liga: 1951/52, 1966 bis 1969, 1971 bis 1977, 1981/82 und 1983/84
- Ost-Berliner Meister: 1955, 1964, 1970, 1971, 1981, 1983, 1990 und 1991
- FDGB-Bezirkspokalsieger (Ost-Berlin): 1960 (zweite Mannschaft), 1965, 1966 und 1971
- Berliner Meister: 2001
- Ewige Tabelle der Berlin-Liga: 7. Platz

## Statistik

### Ligazugehörigkeit seit Gründung
| Zeitraum  | Liga                 | Ebene |
| --------- | -------------------- | ----- |
| 1945/46   | Berliner Stadtklasse | 2     |
| 1946/47   | Berliner Stadtliga   | 1     |
| 1947/48   | Berliner Stadtklasse | 2     |
| 1948/49   | Berliner Stadtliga   | 1     |
| 1949/50   | Berliner Stadtklasse | 2     |
| 1950/51   | DDR-Oberliga         | 1     |
| 1951/52   | DDR-Liga             | 2     |
| 1952–1955 | Bezirksliga Berlin   | 3     |
| 1955–1956 | II. DDR-Liga         | 3     |
| 1957      | Bezirksliga Berlin   | 4     |

| Zeitraum  | Liga               | Ebene |
| --------- | ------------------ | ----- |
| 1958–1963 | II. DDR-Liga       | 3     |
| 1963–1966 | Bezirksliga Berlin | 3     |
| 1966–1969 | DDR-Liga           | 2     |
| 1969–1971 | Bezirksliga Berlin | 3     |
| 1971–1977 | DDR-Liga           | 2     |
| 1977–1981 | Bezirksliga Berlin | 3     |
| 1981/82   | DDR-Liga           | 2     |
| 1982/83   | Bezirksliga Berlin | 3     |
| 1983/84   | DDR-Liga           | 2     |
| 1984–1991 | Bezirksliga Berlin | 3     |

| Zeitraum  | Liga                 | Ebene |
| --------- | -------------------- | ----- |
| 1991/92   | NOFV-Oberliga        | 3     |
| 1992–1994 | Verbandsliga Berlin  | 4     |
| 1994–1996 | Landesliga Berlin    | 6     |
| 1996–2001 | Verbandsliga Berlin  | 5     |
| 2001–2005 | NOFV-Oberliga        | 4     |
| 2005–2008 | Verbandsliga Berlin  | 5     |
| 2008–2012 | Berlin-Liga          | 6     |
| 2012–2019 | NOFV-Oberliga        | 5     |
| 2019–2023 | Regionalliga Nordost | 4     |
| 2023–     | NOFV-Oberliga        | 5     |

### Resultate ab 2000
| Saison  | Liga (Spielklasse)       | Platz | Sp | S  | U   | N   | Tore   | +/- | Punkte |
| ------- | ------------------------ | ----- | -- | -- | --- | --- | ------ | --- | ------ |
| 2000/01 | Verbandsliga Berlin (5)  | 01/20 | 38 | 28 | 06  | 04  | 106:32 | +74 | 90     |
| 2001/02 | Oberliga Nordost (4)     | 05/16 | 30 | 14 | 04  | 12  | 048:39 | 0+9 | 46     |
| 2002/03 | Oberliga Nordost (4)     | 09/19 | 36 | 14 | 07  | 15  | 049:51 | 0−2 | 49     |
| 2003/04 | Oberliga Nordost (4)     | 15/19 | 36 | 11 | 06  | 19  | 044:65 | −21 | 39     |
| 2004/05 | Oberliga Nordost (4)     | 17/17 | 32 | 03 | 07  | 22  | 023:78 | −55 | 16     |
| 2005/06 | Verbandsliga Berlin (5)  | 07/18 | 34 | 14 | 06  | 14  | 065:52 | +13 | 48     |
| 2006/07 | Verbandsliga Berlin (5)  | 04/18 | 34 | 15 | 10  | 09  | 066:39 | +27 | 55     |
| 2007/08 | Verbandsliga Berlin (5)  | 02/18 | 34 | 22 | 03  | 09  | 087:39 | +48 | 69     |
| 2008/09 | Berlin-Liga (6)          | 05/18 | 34 | 13 | 14  | 07  | 054:46 | 0+8 | 53     |
| 2009/10 | Berlin-Liga (6)          | 14/19 | 36 | 13 | 08  | 15  | 069:78 | 0−9 | 47     |
| 2010/11 | Berlin-Liga (6)          | 13/18 | 34 | 13 | 05  | 16  | 048:67 | −19 | 44     |
| 2011/12 | Berlin-Liga (6)          | 02/19 | 36 | 19 | 12  | 05  | 066:36 | +30 | 69     |
| 2012/13 | Oberliga Nordost (5)     | 07/16 | 30 | 12 | 09  | 09  | 037:37 | 0±0 | 45     |
| 2013/14 | Oberliga Nordost (5)     | 03/16 | 30 | 13 | 09  | 08  | 042:33 | 0+9 | 48     |
| 2014/15 | Oberliga Nordost (5)     | 04/16 | 30 | 16 | 04  | 10  | 069:49 | +20 | 52     |
| 2015/16 | Oberliga Nordost (5)     | 05/16 | 30 | 16 | 05  | 09  | 054:34 | +20 | 53     |
| 2016/17 | Oberliga Nordost (5)     | 03/16 | 30 | 18 | 06  | 06  | 088:33 | +55 | 60     |
| 2017/18 | Oberliga Nordost (5)     | 03/17 | 32 | 20 | 07  | 05  | 069:34 | +35 | 67     |
| 2018/19 | Oberliga Nordost (5)     | 01/16 | 30 | 23 | 05  | 02  | 069:12 | +57 | 74     |
| 2019/20 | Regionalliga Nordost (4) | 11/18 | 22 | 06 | 0 7 | 0 9 | 027:36 | 0−9 | 25     |
| 2020/21 | Regionalliga Nordost (4) | 13/20 | 13 | 04 | 04  | 05  | 015:20 | 0–5 | 16     |
| 2021/22 | Regionalliga Nordost (4) | 13/20 | 38 | 12 | 08  | 18  | 049:64 | −15 | 44     |
| 2022/23 | Regionalliga Nordost (4) | 16/18 | 34 | 05 | 12  | 17  | 037:69 | −32 | 27     |
| 2023/24 | Oberliga Nordost (5)     | 02/15 | 28 | 22 | 04  | 02  | 087:18 | +69 | 70     |
| 2024/25 | Oberliga Nordost (5)     | 02/16 | 30 | 20 | 06  | 04  | 088:28 | +60 | 66     |